# アサヒ飲料

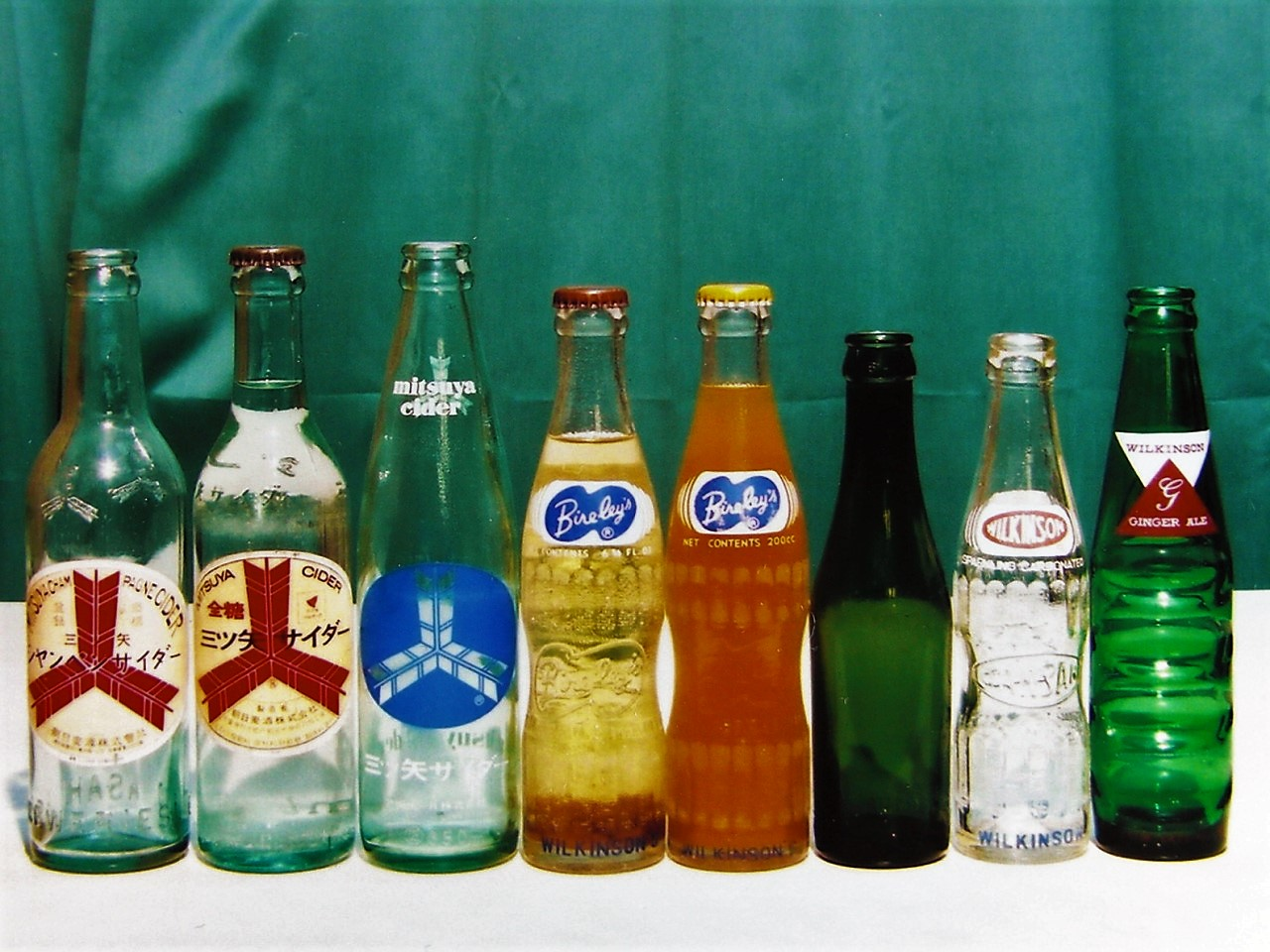
関連商品のリターナブル瓶
左から
1：三ツ矢シャンペンサイダー（1950年代）
2：三ツ矢サイダー（1960年代）
3：三ツ矢サイダー（1972年 初のACL印刷瓶）
4：バャリースオレンヂ（1952年 日本初のACL印刷瓶）
5：バャリースオレンヂ（1970年代）
6：ウヰルキンソンタンサン（1940年代）
7：ウヰルキンソンタンサン（1950年代）
8：ウヰルキンソンジンジャーエール（1970年代）

アサヒ飲料株式会社（アサヒいんりょう）は、1982年に設立されたアサヒグループホールディングスの清涼飲料水部門の子会社。本社は東京都墨田区吾妻橋1丁目23番1号。

## 概要
120余年に及ぶ炭酸飲料のロングセラーブランド「三ツ矢サイダー」やオレンジ飲料のロングセラー「バヤリースオレンジ」、国産の本格的なスパークリング・ウォーター（炭酸水）の中で最も長い歴史を誇る「ウィルキンソン タンサン」、缶コーヒーの「Wonda」シリーズ、ブレンド茶の「十六茶」、乳酸菌飲料のロングセラー製品「カルピス」シリーズなどを製造・販売するアサヒグループのソフトドリンク事業。清涼飲料水業界では2022年現在、コカ・コーラボトラーズジャパン、サントリー食品インターナショナル（サントリーフーズ）に次いでシェア第3位。現在は清涼飲料水の他、アサヒグループHDの酒類事業会社であるアサヒビールが販売するカクテル・チューハイなど酒類の製造も行っている。
設立当初は、「三ツ矢フーズ」だったが、1987年（昭和62年）に「アサヒビール飲料」と社名を改め、さらに1996年（平成8年）に現在の社名となる。2011年（平成23年）7月1日、旧法人のアサヒビールが持株会社移行に伴い「アサヒグループホールディングス」に商号を変更したのに伴い、アサヒ飲料は同社の事業子会社となった。その後、2022年（令和4年）1月1日に実施されたアサヒグループの事業再編に伴い、アサヒグループジャパンの子会社となった。
近年は他社の飲料メーカーとの提携・権利取得などに力を入れ、2007年（平成19年）、カルピス株式会社（旧法人）と業務提携して自動販売機部門を統合（その後2012年にアサヒグループホールディングスがカルピスを買収し兄弟会社に）したのに続き、2010年（平成22年）にはハウス食品が長年発売してきた「六甲のおいしい水」（現・アサヒおいしい水　六甲）の製造・販売権を同社から53億円で取得し、同年7月6日から発売を開始した。また2015年（平成27年）3月には大塚製薬と自動販売機で相互提携を結び、大塚側で「WONDA」、アサヒ側では大塚の「ポカリスエット」の販売を開始した。さらに、2016年（平成28年）1月1日にアサヒグループホールディングス傘下企業の再編で旧法人のカルピス株式会社を吸収合併、「カルピス」や「カルピスソーダ」「カルピスウォーター」「ウェルチ」 ｢ぐんぐんグルト｣ などの旧カルピス社から販売されていた全商品をアサヒ飲料の商品として扱うようになった。これと同時に旧カルピス社の一部事業を継承して設立されたカルピスフーズサービス株式会社は「（新）カルピス株式会社」に商号を変更した。

## 沿革
- 1884年（明治17年） - 「平野水」（後の三ツ矢サイダー）発売。
- 1907年（明治40年） - 帝国鉱泉株式会社から「三ツ矢印平野シャンペンサイダー」発売。
- 1909年（明治42年） - 帝国鉱泉株式会社から「三ツ矢シャンペンサイダー」発売。
- 1951年（昭和26年）11月 - 朝日麦酒（現在のアサヒビール）が「バャリースオレンヂ」と「ウヰルキルソンタンサン」製品の販売権を取得、販売開始。
- 1952年（昭和27年）4月 - 「全糖三ツ矢シャンペンサイダー」発売。
- 1959年（昭和34年）3月 - 缶入り「バャリース」発売。
- 1966年（昭和41年） - 「ジンジャエール」「ドライジンジャエール」「レモネード」「トニック」の新グリーン瓶を発売。
- 1970年（昭和45年） - 「三ツ矢サイダー シルバー」発売。
- 1972年（昭和47年）
  - 3月 - 株式会社三ツ矢ベンディング設立。
  - 4月 - 朝日麦酒株式会社の飲料水ベンディング業務を引き継ぎ営業開始。
- 1981年（昭和56年）10月 - 缶コーヒー「三ツ矢コーヒー」発売。
- 1982年（昭和57年）3月 - 三ツ矢フーズ株式会社設立。
- 1987年（昭和62年）
  - 4月 - アサヒビール飲料株式会社に商号変更。
  - 5月 - 西日本アサヒビール飲料株式会社設立。
  - 10月 - 九州アサヒビール飲料株式会社設立。
  - 12月 - 東海アサヒビール飲料株式会社設立。
- 1988年（昭和63年）
  - 1月 - 北海道アサヒビール飲料株式会社に商号変更。
  - 10月 - アサヒビール飲料製造株式会社を設立。
- 1990年（平成2年）
  - 1月 - 明石工場竣工。
  - 2月 - 缶コーヒー「J.O.」発売。
  - 9月 - アサヒビール飲料、西日本・東海・九州アサヒビール飲料の3社が合併。
- 1991年（平成3年）1月 - アサヒビール株式会社から飲料水卸関係業務を引き継ぐ。
- 1994年（平成6年）3月 - 北陸工場竣工。
- 1996年（平成8年）7月 - アサヒビール飲料とアサヒビール飲料製造と北陸アサヒビール飲料製造が合併し（存続会社はアサヒビール飲料）、「アサヒ飲料」発足、商品開発から製造、販売までの一貫体制を開始。
- 1997年（平成9年）9月 - 缶コーヒー「WONDA」発売。
- 1998年（平成10年）3月 - ノンシュガーコンディショニングウォーター「オー・プラス」発売、
- 1999年（平成11年）8月31日 - 東京証券取引所市場第一部に株式上場。
- 2001年（平成13年）
  - 3月 - 「アサヒ旨茶」発売。また大正製薬と提携し、自動販売機における「リポビタンD」の販売を開始。
  - 4月 - 富士山工場竣工。
- 2002年（平成14年）
  - 3月 - 創立20周年。
  - 10月 -「朝専用」缶コーヒー「WONDA モーニングショット」発売。
- 2005年（平成17年）
  - 1月 - 微糖タイプ缶コーヒー「WONDA ショット & ショット」発売。
  - 2月 -「十六茶」をノンカフェインに変更。
- 2006年（平成18年）
  - 4月 - 無糖・ブラックの缶コーヒー「WONDA 100年BLACK」発売。
  - 11月 -「ぎゅぎゅっとしみこむコラーゲンWATER」発売。
- 2007年（平成19年）
  - 1月 - 「WONDA 圧力仕立て」発売。
  - 2月 - 「十六茶」を全面リニューアル。
  - 4月 - 「WONDA ショット&ショット69」の後継商品として「WONDA アフターショット」発売。
  - 10月 - カルピスとの自動販売機事業の統合を公表。
  - 10月25日 - アサヒビールが完全子会社化を発表、翌26日からTOBを実施。アサヒ飲料も賛同し、期末配当・株主優待の廃止などでTOB応募を促した。
  - 12月7日 - アサヒビールのTOBが成立。アサヒビールは発行済株式の97.44%を取得。
  - 12月10日 - カルピスとの共同出資で、自動販売機（自販機）事業の持株会社「アサヒカルピスビバレッジ株式会社（持株会社）」を設立（出資比率アサヒ80%・カルピス20%）。
- 2008年（平成20年）
  - 1月4日 - 自販機事業子会社のアサヒビバレッジサービスの全株式を、アサヒカルピスビバレッジ（持株会社）に譲渡（カルピスも同日、カルピスビバレッジ各販社の全株式をアサヒカルピスビバレッジ（持株会社）に譲渡）。
  - 3月21日 - 定時株主総会にてアサヒビールによる全株取得が承認される。東京証券取引所の上場廃止基準に従い、翌22日から本会社の銘柄が整理ポストに割り当てられる。
  - 4月1日 - 自社の自動販売機事業を、会社分割（吸収分割）によってアサヒビバレッジサービスに承継。同時にアサヒビバレッジサービスはアサヒカルピスビバレッジ（販社）に商号変更。
    - これによりアサヒ飲料・カルピス両社の自販機事業が全てアサヒカルピスビバレッジ（持株会社）の傘下に入った。

  - 4月22日 - 上場廃止。
  - 4月30日 - アサヒビールの完全子会社となる。
- 2009年（平成21年）
  - 2月 - 「香る緑茶 いぶき」発売。
  - 5月 - 「三ツ矢サイダーオールゼロ」発売。
- 2010年（平成22年）
  - 1月 - アサヒビールグループの統一コーポレートスローガン「その感動を、わかちあう。」を制定。当社の他に、アサヒビールやアサヒフードアンドヘルスケアでも同一のスローガンを用いる。
  - 5月 - 「ティオ(TeaO)」が糖類ゼロの紅茶ブランドとして復活（1995年（平成7年）にアサヒビールからノンシュガー紅茶として発売されていた）。
  - 6月 - ハウス食品より、「六甲のおいしい水」ブランドで展開するミネラルウォーターの製造・販売事業を取得[2]。同年7月より「六甲のおいしい水」の販売を開始。
  - 11月 - 軽資源化・軽量化により緑茶飲料では最軽量の18gを達成するとともに、開けやすく、持ちやすい「ダブルフィット」型形状を採用した500mlPET「ハンディ・エコボトル」を開発[3]。2011年より後述の「匠屋 緑茶」を皮切りに無糖茶飲料に順次導入される。
  - 12月 - カゴメより「六条麦茶」ブランドの製造・販売権を取得。2011年（平成23年）5月31日より「六条麦茶」の販売を開始。
- 2011年（平成23年）
  - 1月 - 「匠屋 緑茶」を発売。
  - 7月 - 親会社のアサヒビール株式会社が持株会社移転により「アサヒグループホールディングス株式会社」に商号を変更。アサヒ飲料もアサヒグループHDの事業子会社になった。
- 2012年（平成24年）
  - 3月 - アメリカのモンスタービバレッジ社から、アメリカ発のエナジードリンク「モンスターエナジー」ブランドの日本国内における独占販売権を取得。同年5月に「モンスターエナジー」と果汁入りタイプ「モンスターカオス」の2品目の販売を開始（なお、以降に発売されるシリーズ品を含め、製造及び問い合わせはモンスターエナジージャパン合同会社が担当するため、アサヒ飲料の製品情報のページには掲載されない）[4]。
  - 6月 - ミネラルウォーター「六甲のおいしい水」を西日本向け製品「アサヒおいしい水 六甲」にリニューアルするとともに、東日本向け製品「アサヒおいしい水 富士山」を新たに発売し、「アサヒおいしい水」としてブランド化する。
- 2013年（平成25年）9月 - 前年10月にアサヒグループHDの傘下となった（旧）カルピス株式会社の国内飲料事業（アサヒビールへ移管された「カルピスサワー」とエルビーへ移管されたチルド飲料を除く）及び営業部門を吸収分割により当社へ移管統合。これにより、新設の「営業統括本部」直下に「カルピス営業本部」が設けられ、従来からの当社の営業機能は「営業統括本部」直下の「アサヒ営業本部」となる[5]。
- 2014年（平成26年）4月 - 190円（メーカー希望小売価格）の高価格帯の炭酸飲料「アサヒのレモネード 特濃」を発売。
- 2015年（平成27年）
  - 1月 - 関連会社沖縄バヤリースの解散にともない沖縄県でのバヤリースオレンジ含めた一部商品を譲り受け、アサヒオリオンカルピス飲料を通じて取り扱い開始。
  - 3月 - 大塚製薬及び大塚ウエルネスベンディングとの間で自動販売機における相互販売に関する業務提携を締結。これにより、当社保有の自動販売機で大塚製薬の主力製品である「ポカリスエット」、大塚ウエルネスベンディングが保有する自動販売機で当社の缶コーヒー「WONDA」の相互販売を開始[6][注 1]。
  - 4月 - ドトールコーヒーとの共同開発によるペットボトル入りコーヒー飲料「ドトール カフェ・オ・レ」を発売。
- 2016年（平成28年）
  - 1月 - グループ内の飲料事業再編に伴い、（旧）カルピス株式会社を吸収合併。これにより、「カルピス」・「カルピスウォーター」・「カルピスソーダ」・「Welch's（ウェルチ）」・「ほっとレモン」など、カルピスブランドの飲料が当社製品として取り扱いを開始。併せて、（旧）カルピス株式会社の事業の一部を継承してカルピスフーズサービス株式会社から商号変更した（新）カルピス株式会社が当社の完全子会社となる。
  - 4月 - 子会社のアサヒカルピスビバレッジをアサヒ飲料販売に、アサヒオリオンカルピス飲料をアサヒオリオン飲料にそれぞれ商号変更[7]。
- 2019年（平成31年・令和元年）
  - 7月1日 - コーポレートロゴを「Asahi SOFT DRINKS」からアサヒグループ共通の「Asahi」に変更。
  - 10月1日 -「カルピス」未来のミュージアムが開館。
- 2022年（令和4年）
  - 1月1日 - アサヒグループ再編に伴い、アサヒグループジャパンの子会社となる[8]。
  - 4月 - 紅茶飲料の新ブランド「和紅茶」を発売[9]。
  - 11月 - 2018年（平成30年）をもって一度終売していた「黒豆黒茶」を刷新の上、約4年ぶりに再発売[10]。
- 2023年（令和5年）
  - 1月23日 - ダイドードリンコ株式会社との共同株式移転による自販機事業運営会社ダイナミックベンディングネットワーク株式会社を設立[11]。
  - 4月4日 - 緑茶飲料の新ブランド「颯（そう）」を発売[12]。

## 主要ブランド

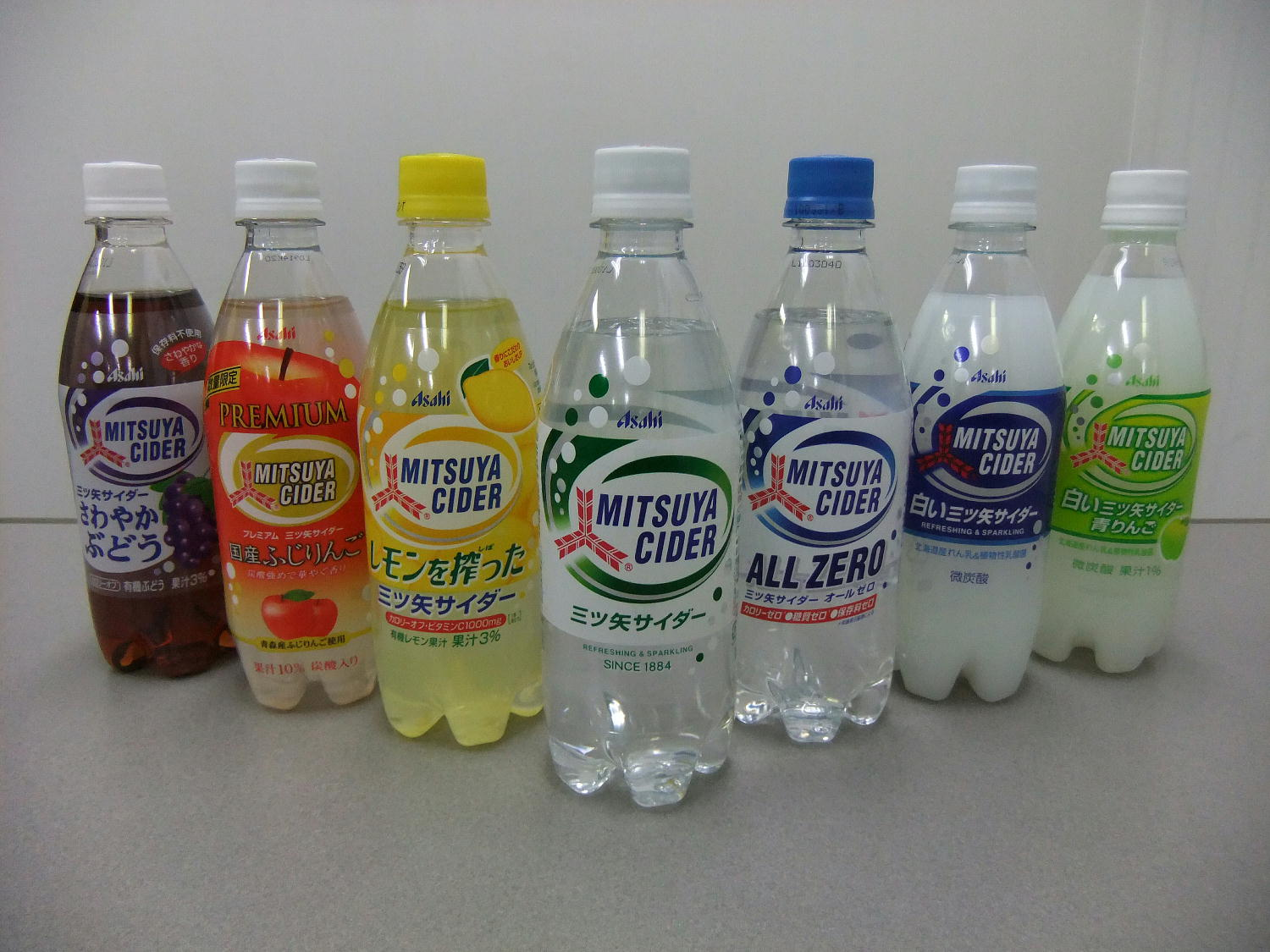
三ツ矢シリーズ

詳細記事がある主要ブランドの商品ラインナップについては各詳細記事を参照。
- 三ツ矢サイダーシリーズ（炭酸飲料） - 三ツ矢サイダーを参照。
- ウィルキンソン（炭酸水、および炭酸飲料）
- Wonda（缶コーヒー）
- ドトールコーヒー（ペットボトル入りコーヒー飲料） - 2015年4月発売。ドトールコーヒーとの共同開発製品。元々「ドトール」ブランドの飲料は日本たばこ産業（JT）の子会社であるジェイティ飲料から発売されていたが、同年9月をもってJTが飲料事業からの撤退を発表したため、「ドトール カフェオレ」はリニューアルのタイミングで当社製品となった。2021年には季節限定品の「シーズンカフェ」が登場し、5月に「塩キャラメルラテ」を、10月にはブランド初の茶系となる「ほうじ茶ラテ」が発売された。2022年4月にはコーヒーのラインナップが増え、「ドトール ブラック」も発売された。2023年4月にリニューアルを受け、現在はカフェオレとブラックのコーヒー飲料のみの発売である。なお、ジェイティ飲料時代にはペットボトル入りの紅茶飲料も発売されていたが、当社が発売する他のブランドとの競合を避けるため発売されていない。
- 十六茶（ブレンド茶） - 機能性表示食品も開発[13]。
- 颯（緑茶飲料） - 2023年4月発売。
- 匠屋 旨みの日本茶（緑茶飲料） - 2015年4月発売。同年9月にはホット仕様の「あたたかい旨みの日本茶」が発売された。「颯」発売後も2Lペットボトルのみ継続発売されている。
- 食事の脂にこれ一本。/これ一杯。（ブレンド茶） - 2009年11月発売。プーアル茶に烏龍茶をブレンド。
  - 食事の脂にこれ一本。/これ一杯。緑茶ブレンド - 2011年9月発売。プーアル茶に緑茶をブレンド。
- 六条麦茶 - 2011年3月にカゴメより事業譲受したが、製造方法がネックとなり、必要な生産量の確保が困難になったことにより、2020年4月末にて製造販売を終了。しかしながら、終売後にユーザーからの再販要望や問い合わせが多く寄せられたことを受け、2022年4月に660mlペットボトルのみに集約して約2年ぶりに再発売。必要な情報をPOPシールに記載することでラベルを省いたラベルレスボトルでの発売となり、ケース販売専用となる[14]。
- 和紅茶（紅茶飲料） - 2022年4月発売。無糖タイプの「無糖ストレート」のみ。2023年5月にリニューアルされた。
- アサヒロイヤルミルクティー（紅茶飲料） - 2018年9月発売。従来発売されていた「フォション ロイヤルミルクティー」の後継製品。
- 一級茶葉烏龍茶
- アサヒおいしい水（天然水、フレーバーウォーター）
- スーパーH₂O（スポーツドリンク）
- ドデカミン（ビタミン入り栄養飲料）
  - オリジナル
  - ストロング
- バヤリース（果汁飲料）
- ウェルチ (Welch's、果汁飲料) - 米国有数の天然果汁ブランド製品。日本ではかつてペプシコ社が製造販売権を持っており、1997年（平成9年）にカルピス株式会社へ移管。合併に伴って2016年（平成28年）にアサヒ飲料へ再移管された。同年1月発売の新製品より「アサヒ」ブランドとなり、既存製品も順次「アサヒ」ブランドに移行した。
- バンホーテン ミルクココア - キリンビバレッジより事業譲受し、2010年9月より発売。2011年9月のリニューアルで280mlペットボトル（寒候期に発売）を追加設定。
- おしるこ
- ほっとレモン（レモネード飲料） - カルピス株式会社が20年以上発売を続けてきたロングセラーの製品。そのまま飲む製品と湯で割って飲む希釈製品の2タイプがある。2015年9月に大幅リニューアルを行い、店頭販売用のペットボトルは300mlに増量（併せて、自動販売機向けの300gボトル缶も設定）。希釈製品は「カルピス」と同じ「ピースボトル」から専用の新形状容器に変更し、側面に残量確認用の透明窓を設けた（併せて、内容量を450mlに減容した）。合併に伴い、2016年1月よりアサヒ飲料へ移管。移管当初は「カルピス」ブランドのままだったが、同年9月のリニューアルにより「アサヒ」ブランドとなった。
- ほっとゆず・かりん
- ほっとうめ
- モンスターエナジー - 米モンスタービバレッジ社の栄養飲料。日本ではアサヒ飲料が販売している。
- 「沖縄バヤリース」ブランド商品（沖縄県内限定販売 ブランドサイト）
  - 沖縄バヤリース・オレンジ（缶350g/PET500ml/PET1.5L）
  - 沖縄バヤリース・石垣島パイン（PET500ml）
  - シークワサー入り四季柑（100％）
  - 沖縄バヤリース・南国シリーズ（マンゴー/グァバ/沖縄県産シークワサー、各PET500ml）2017年よりオレンジ・パインに準じたパッケージデザインに変更。
- 「カルピス」ブランド商品 - 詳細はカルピス#商品を参照。
  - カルピス
  - カルピスウォーター
  - カルピスソーダ
  - ぐんぐんグルト - 2019年10月のリニューアルより順次、「カルピス」ブランドから「アサヒ」ブランドに変更。
  - 黒豆黒茶 - 黒茶（プーアル茶）、焙煎した黒豆、烏龍茶がブレンドされた茶系飲料。カルピス株式会社からの移管と同時に「アサヒ」ブランドとなる。「健茶王 黒豆黒茶」へ統合の為2018年で一度終売されていたが、前述したように2022年11月に全面刷新を受け、約4年ぶりに復活発売された。

- この他、アサヒビール株式会社が発売する缶入りリキュール「カクテルパートナー」、「旬果搾り」など酒類の製造も行っている。

### 終了した商品

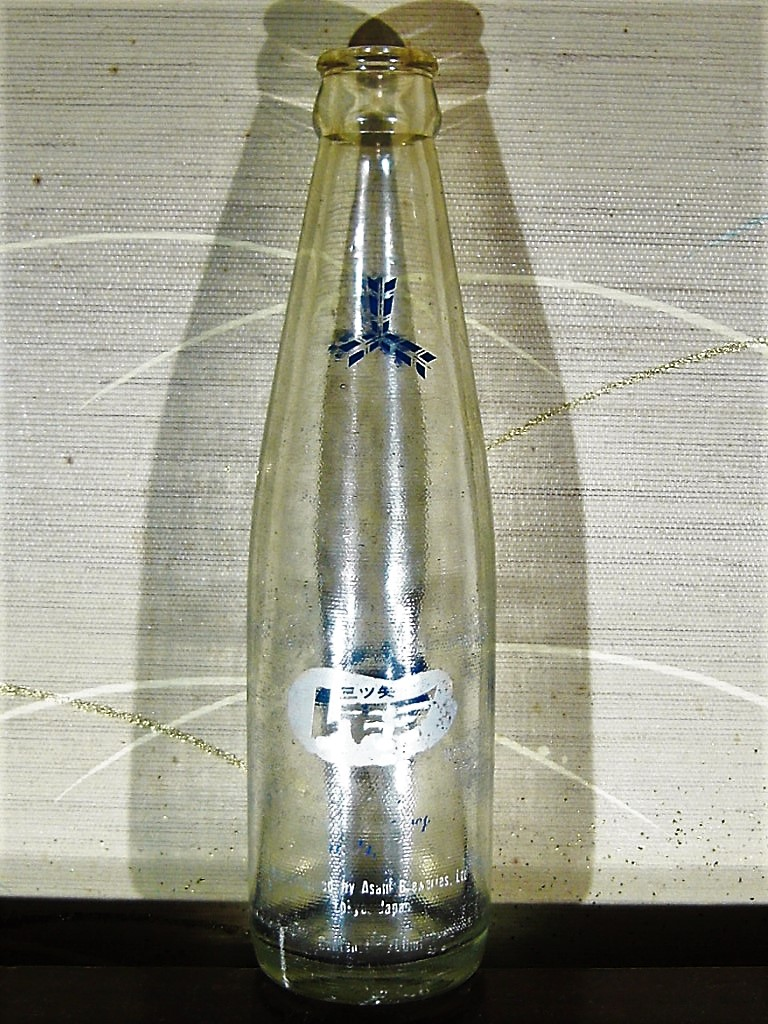
林檎系香味の三ツ矢サイダーに対して柑橘系香味で1967年に発売された「三ツ矢レモラ」

- 三ツ矢レモラ（1967年発売の柑橘系香味無色透明炭酸飲料）[注 2]
- 三ツ矢コーヒー（缶コーヒー）
- NOVA（缶コーヒー）
- J.O.（缶コーヒー）

前述の経緯で現在の「WONDA」シリーズへ移行
- KAFEO
- お茶どうぞ（緑茶、「十六茶」もアサヒ飲料登場当初は同ブランドのシリーズ品だった）
- 旨茶（緑茶）
  - にごらせ旨茶
- 若武者（緑茶）
- 香る緑茶 いぶき

「匠屋」へ移行
- 食後の品格

甜茶を抽出・精製したルブス抽出物がニンニクのニオイ成分に直接作用して食後のニンニクのニオイ成分を低減する紅茶ベースのハーブブレンド茶。2011年2月に発表したものの、発売直前に発生した東日本大震災の影響により発売が延期となり、当初の予定から約11ヶ月遅れで発売になった経緯がある。
- さらっとトマト

後にバヤリースに統合され現在も発売中
- イタリアンレモン

後にバヤリースに統合
- さわやかぶどう

後に三ツ矢ブランドに統合し「三ツ矢さわやかぶどう」（現在の「三ツ矢サイダー まる搾りぶどう」）になった
- PF21（プロテイン飲料）
- カルカデ（ハイビスカス飲料）
- Cha-TEA（紅茶）
- Tea Quality（紅茶）
- ファインストレートティー
- ホワイトミルクティー - 「ファインストレートティー」と「ホワイトミルクティー」は統合し「旬摘み紅茶」へ移行
- 旬摘み紅茶 - 「ティオ」へ継承のため廃止。
- ティオ（紅茶） - 「フォション」に統一のため廃止。
- フォション（紅茶飲料）- 2018年に終売。「ロイヤルミルクティー」は「アサヒロイヤルミルクティー」として独立ブランドへ移行された。
- 「大人炭酸」シリーズ
  - グリーンコーラ（コーラ飲料）
  - ドライスパークリング（ジンジャーエール）
  - ナインピーエム（炭酸飲料）
- スパイラルグレープ（炭酸飲料）
  - スパイラルグレープ ゴールド
  - スパイラルグレープ レッド
- アサヒのレモネード 特濃（炭酸飲料）
- フキゲン（乳性飲料）
- 中国緑茶 凛
- 香茶プーアル茶
- なだ万監修 旨みの日本茶 - 当社のグループ会社である老舗日本料理店「なだ万」と初めてグループ内で共同開発し、粉末茶や釜炒り茶（釜で炒ることで発酵を止めるお茶のこと）などの複数の国産茶葉使用してブレンドした緑茶飲料。「颯」の発売に伴い2023年に終売。同じブランドの「ほうじ茶」は後継品などがないため継続発売されている。
- うるる（機能性飲料）
- なないろwater's（フレーバーウォーター）
- すきっと レモン（フレーバーウォーター） - 「アサヒおいしい水 プラス」の発売に伴い廃止。
- オープラス
- オープラスV
- コンセプトサン
- チャージ
- アミノダイエット
- アミノビタミンダイエット
- SUPER H²O+酸素（スポーツドリンク）
- Spo-Vege　（カゴメと共同開発した野菜ベースのスポーツドリンク）
- さらり
- ナイスワン（エネルギー補給飲料）
- ちゃら（カロリーコントロール飲料）
- ディアナチュラ 高濃度ビタミンC - グループ会社のアサヒフードアンドヘルスケア（現:アサヒグループ食品）が発売するサプリメントブランド「ディアナチュラ」のドリンク品。
- We are SMAP!（スポーツドリンク） - 2010年（平成22年）7月にリリースされたSMAPのアルバム『We are SMAP!』とタイアップしたスポーツドリンク。42万ケース（本数にして約1,000万本）の数量限定品。
- 一撃（スポーツドリンク）
- ファイバー7500【特定保健用食品】 - 2006年7月発売。元々は食物繊維食品の需要喚起を目的に、アサヒフードアンドヘルスケア（現:アサヒグループ食品）・敷島製パン・日本製粉（現:ニップン）・ロッテ・ロート製薬との共同により発足した「食物せんいプロジェクト」の参画商品として、炭酸飲料「FIBER7500」が発売されたのが始まりである。その後、幾度の改良を経て、2012年11月のリニューアル時に特定保健用食品となった。2015年3月にパッケージリニューアル。
- 麦水（麦茶）
- 白茶（中国茶）
- 凍頂烏龍茶（セブン-イレブン限定）
- 黒麦茶（セブン-イレブン限定）
- べにふうきで快適生活（緑茶）

メチル化カテキンを含有するべにふうきを使用した緑茶。春季で発売されていた。「めめはな茶」が実質的な後継製品となる。
- めめはな茶【機能性表示食品】（茶系飲料）

鹿児島産べにふうき茶葉を100%使用し、機能性表示成分としてメチル化カテキンを含有する大麦入り緑茶。以前発売されていた「べにふうきで快適生活」の実質的な後継製品であった。
- 酸素水
- ぎゅぎゅっとしみこむコラーゲンウォーター

「コラーゲンウォーター」に名称変更した後、廃止。
- くちどけココア（冬季限定商品）
- ふんわり甘いミルクココア（冬季限定商品）

「バンホーテン ミルクココア」へ継承。
- ポカラダ（同上）
- こつこつカルシウム【特定保健用食品】
- 健茶王【特定保健用食品】（茶系飲料） - 難消化性デキストリンを配合。カルピス株式会社からの移管品。移管当初は「カルピス」ブランドのままだったが、後に「アサヒ」ブランドとなった。
  - すっきり烏龍茶
  - 香ばし緑茶 - ほうじ茶を使用した緑茶。2Lペットボトルのみの設定。
  - 黒豆黒茶 - 350mlペットボトルのみの設定。

など

### かつて生産していたライセンス生産品
- シュウェップス - 現在は日本コカ・コーラが発売
- プリップス（en:Pripps） - スポーツ飲料。日本では旭フーズ（旭化成グループ）との共同開発品だった。

## 工場
- 柏工場 - 千葉県柏市
  - 三ツ矢サイダーを主に製造。アサヒビール茨城工場（茨城県守谷市）と統合し、2008年（平成20年）10月末閉鎖。

- 富士山工場 ‐ 静岡県富士宮市
  - アサヒ富士山のバナジウム天然水、アサヒ十六茶を主に製造。見学可。

- 北陸工場 - 富山県下新川郡入善町
  - 缶コーヒーWondaを主に製造。見学可。

- 明石工場 - 兵庫県明石市
  - アサヒ十六茶、三ツ矢サイダー、 缶コーヒーWondaを主に製造。ほかにアサヒスタイルバランス、アサヒカクテルパートナー、アサヒ旬果搾り、過去にチューハイ ハイリキ ウーロン割りなどを製造。見学可。

- 六甲工場 - 兵庫県神戸市西区
  - 旧・ハウス食品六甲工場。西日本専売のおいしい水・六甲を主に製造。見学不可。

なお、北海道地区で販売されるアサヒ飲料製品は、製壜メーカー・今村商店（神戸市）の千歳工場（千歳線長都駅近く）でOEM生産されている。

## 主な関連会社
- ダイナミックベンディングネットワーク - 33.4%を出資。
- アサヒオリオン飲料

## スポーツ事業
- アメリカンフットボールXリーグ西ブロック所属の大阪のクラブチーム「アサヒ飲料チャレンジャーズ」を支援している（親会社のアサヒビールは「アサヒビールシルバースター」を支援するライバル同士）
- 日本フットサル施設連盟を協賛しており、同連盟が主催するスポニチフットサルクラブ選手権はアサヒ飲料杯として行われている。
- 2006年（平成18年）セレッソ大阪のユニフォームスポンサー（袖部分）となるもわずか1年で撤退。ロゴは「アサヒH2O」
- 2007年（平成19年）横浜ベイスターズユニフォームスポンサー（ホームゲーム袖部分）となる。ロゴは「アサヒ富士山のバナジウム天然水」。
- 2021年（令和3年）8月26日、ラグビー日本代表（15人制男子・女子、7人制男子・女子）に、アサヒビール株式会社がオフィシャルスポンサーになり、アサヒ飲料がオフィシャルサプライヤーとなる[15]。

## コーポレートスローガン・キャッチコピー
- はじまりは、いつも。（2004年（平成16年） - 2009年（平成21年））
- その感動を、わかちあう。（2010年（平成22年） - 2018年（平成30年））
- 100年のワクワクと笑顔を。（2019年（平成31年）- ）

## CM出演者
「カルピス」ブランドのCM出演者についてはカルピス#CM出演者の項を参照。
☆はWebCMのみの出演者。

### 現在
- Wondaシリーズ - 星野源（2025年4月 - )
- 十六茶 - 新垣結衣（2009年3月 - 、三ツ矢サイダーから移行）小林聡美（特別ゲスト）
- ウィルキンソン タンサン - 菅田将暉（2022年4月 - ）
- 三ツ矢サイダー - 生田絵梨花（2024年 - ）、SHISHAMO（2025年 - ）
- 颯 - 仲里依紗（2025年3月 - ）
- おいしい水 - 二階堂ふみ（2025年3月 - ）

### 過去
- WONDAシリーズ
  - WONDA - タイガー・ウッズ（初代CMキャラクター）
  - WONDAモーニングショット - 所ジョージ、コブクロ（所とユニットトコブクロを結成）、ドランクドラゴン、小倉優子、仲間由紀恵、タカアンドトシ、冨田翔、荒川良々、横峯さくら、チュートリアル、ローラ・チャン、国分太一、高田純次、優木まおみ、唐沢寿明、GACKT、市原隼人、戸田恵梨香、岸部一徳[注 3]、AKB48、千鳥他多数
  - WONDAモーニングショット - 桑田佳祐(本人の現在と過去の合成映像)
  - WONDAモーニングショット - 桑田佳祐 黒澤明監督(合成映像)
  - WONDAモーニングショット - 桑田佳祐 ジャイアント馬場(合成映像)
  - WONDAアフターショット - 仲間由紀恵、彦摩呂
  - WONDAアフターショット - 桑田佳祐 植木等(合成映像)
  - WONDAショット&ショット - ユースケ・サンタマリア、相田翔子、笠浩二、吉川晃司、山本リンダ他
  - WONDAショット&ショット69 - 原田泰造（『69郎くん』というキャラクターが登場、声の出演：柳沢慎吾）
  - WONDAオリジンレーベル 100年ブラック - 泉谷しげる（BGM：THE BLUE HEARTS『1000のバイオリン』）
  - WONDA圧力仕立て - 原田泰造
  - WONDAゼロマックス - 岡田義徳 、東根作寿英、柳原可奈子
  - WONDA金の微糖 - 桑田佳祐、GACKT、織田裕二、山﨑努、AKB48
  - WONDA金の無糖 - 織田裕二、山崎努
  - WONDA特製カフェオレ - AKB48
  - WONDAエクストラショット - 渡辺麻友（AKB48）
  - グランドワンダ - AKB48
  - WONDAシリーズ総合 - 國村隼、沢村一樹、古田新太（3者共に2011年3月 - 2012年3月）、AKB48（2011年3月 - 2016年2月）、ビートたけし、劇団ひとり、澤部佑（2017年4月 - ）、稲村亜美、ブルゾンちえみ（2017年12月 - ）、春日俊彰（2018年4月 - ）、堺正章（2018年5月 - ）、神木隆之介（2018年4月 - 、三ツ矢サイダーから移行）、川栄李奈（2018年4月 - ）、YOSHIKI（2020年）二宮和也、中丸雄一（KAT-TUN）（2022年3月 - ）、 ムロツヨシ、宮崎莉里沙（2023年3月 - ）
  - Gワンダレースキャンペーン（2006年10月～12月） - 岡部幸雄（声の出演：仲間由紀恵）
- 三ツ矢サイダー - 三ツ矢歌子（1960年代）、秋吉久美子（1970年代中頃）、風吹ジュン（1974年、2014年）、手塚さとみ（1970年代後半）、サザンオールスターズ（1980年、2017年 - 2018年[16]）、丘みつ子（1984年）、富田靖子（1985年）、夏川結衣（1996年）、広末涼子（1997年 - 1998年に三ツ矢ホワイトソーダ）、水谷妃里（2001年）、松浦亜弥（2002年、その後キリンビバレッジのCMに出演）、成海璃子（2005年、BGM：GOING UNDER GROUND。現在は伊藤園のCMに出演）、夏帆（2006年）、新垣結衣（2007年 - 2008年）、櫻井翔（嵐、2009年 - 2010年）北川景子、瀧本美織（2011年）、福士蒼汰（2014年 - 2016年）、多部未華子、小松菜奈（2015年）、高田純次（2016年）、芳根京子（2016年 - 2017年）、嵐（2020年）、山田涼介（Hey! Say! JUMP）、阿部亮平・目黒蓮（Snow Man）（2021年 - 2022年）、櫻井翔、相葉雅紀（2021年 - 2023年）
  - 2017年3月から放映分のCMでは他ブランドCM出演者のビートたけし、長澤まさみ、ディーン・フジオカがゲスト出演していた。
- 三ツ矢サイダー オールゼロ - 東山紀之（2010年）、田中将大（2011年 - ）、向井理（2011年、田中将大と共演）、石橋杏奈（2012年 - 、田中将大と共演）
- 三ツ矢サイダー プラス - 博多華丸・大吉（2015年）
- 三ツ矢サイダー / 六条麦茶 - 上戸彩（アサヒビール「クリアアサヒ」のCMにも出演）
- 三ツ矢サイダー / おいしい水 - 鈴木福（2014年）
- 三ツ矢サイダー / 三ツ矢レモネード - 広瀬すず（2019年3月 - ）
- 三ツ矢レモネード - 平野ノラ（広瀬すずと共演）
- 三ツ矢サイダー レモラ - Hey! Say! JUMP（2022年）、美 少年（ジャニーズJr.）（2023年2月 - ）
- 十六茶 - 小林聡美(初代)、森迫永依、戸谷駆、財津一郎、稲森いずみ、上原浩治、KinKi Kids 他
- ウィルキンソン - 斎藤工（2014年4月 - ）
- ウィルキンソン タンサン（オリジナル） - ディーン・フジオカ（2016年4月 - ） 大谷亮平（2019年4月 - ）
- ウィルキンソン タンサン レモン - 大谷亮平（2019年4月 - ）、 篠原涼子（2019年9月 - ）
- ウィルキンソン タンサン エクストラ - シシド・カフカ（2018年9月 - ）、 篠原涼子（2019年9月 - ）
- ウィルキンソン タンサン レモン / ウィルキンソン タンサン エクストラ - 矢島舞美（2019年4月 - ）☆Web CMのみ
- バヤリース - かとうかずこ、稲垣吾郎、鈴木亜美、伊藤淳史、仲代達矢、戸田恵梨香
- 若武者 - オダギリジョー、宮迫博之、安めぐみ、瑛太、中村勘三郎
- 旨茶(緑茶) - 内山理名
- にごらせ旨茶 - 美村里江
- 一級茶葉烏龍茶 - 石坂浩二
- 六条麦茶 - 門脇麦（2015年）
- NOVA(缶コーヒー) - ディエゴ・マラドーナ、陣内孝則
- J.O.(缶コーヒー) - 王貞治&ハンク・アーロン、江口洋介、泉谷しげる、CHAGE and ASKA、柳葉敏郎、松方弘樹
- フォション - 桐谷美玲（2012年）
- TeaO(缶紅茶) - 鈴木杏樹、広末涼子、りょう、木村拓哉
- Cha-TEA(缶紅茶) - 常盤貴子
- Tea Quality(缶紅茶) - 中山美穂
- 和紅茶 -  西野七瀬（2022年4月 - ）、石井杏奈（2023年5月 - ）
- ナイスワン - 安室奈美恵
- SUPER H²O - 佐藤琢磨（※佐藤は「SUPER H²O」開発の協力者でもあり、商品そのものも彼がレース中に実際に飲んでいた）、小椋久美子、潮田玲子（オグシオ）
- 赤いビタミンウォーター - 柴田倫世（元日本テレビアナウンサー）など
- 中国緑茶 凛 - 米倉涼子
- ぎゅぎゅっとしみこむコラーゲンWATER - 黒木メイサ
- 香る緑茶 いぶき - 栗山千明
- ドデカミン - ザ・グレート・サスケ
- 富士山のバナジウム天然水 - 阿部サダヲ、川原亜矢子
- 富士山のバナジウム天然水 / 六条麦茶 - 安めぐみ
- Spo-Vege - 吹石一恵
- 大人炭酸シリーズ - 氷室京介
- 食事の脂にこの1杯。 - 達川光男
- 六甲のおいしい水 - 堤真一
- おいしい水 - 皆藤愛子（2014年）、波瑠、片桐はいり（2015年）、中村勘九郎、近野成美（2016年）
- おいしい水プラス カルピスの乳酸菌 - 濱田岳（2017年4月 - ）
- スパイラルグレープ - 大泉洋、中島愛（2013年、それぞれ声のみの出演）、舞祭組、キムラ緑子、小木博明（2014年）
- さわやかぶどう - EAST END×YURI
- なないろwater's - 東出昌大（2014年）
- すきっと レモン - 佐々木希（2015年6月 - ）
- ウェルチ - 麻生久美子（2015年 - ）
- クリアラテ from おいしい水 - 米倉涼子（2018年5月 - ）
- カルピス由来の乳酸菌科学 - 山下智久（2019年3月 - ）
- はたらくアタマに - 本田翼（2019年9月 - ）
- PLANT TIME - 広瀬すず（2020年3月 - 、三ツ矢サイダーから移行）
- 颯 - 八村類（2023年3月- ）、RIEHATA（2023年4月 - ）

## 提供番組

### 現在
※ 2023年（令和5年）3月19日現在。「カルピス」ブランド製品のTVCMも放映されている。

#### テレビ
- シューイチ（日本テレビ系）※9時台（2022年10月 - ）

#### ラジオ
AM
- 安住紳一郎の日曜天国（TBSラジオ・関東ローカル）※10時台終盤スポンサー。

FM
- WILKINSON "Only One Music"（TOKYO FM・JFN系列）※提供コールは「ウィルキンソン」
- 桑田佳祐のやさしい夜遊び（TOKYO FM・JFN系列）※提供コールは「三ツ矢サイダー」

### 過去

#### テレビ
- 森田一義アワー 笑っていいとも!（フジテレビ系）
- ちびまる子ちゃん（フジテレビ系）
- めざましテレビ（フジテレビ系）
- 情報プレゼンター とくダネ! （フジテレビ系）- 毎週木曜前半提供
- 奇跡体験!アンビリバボー（フジテレビ系、2019年10月 - 2020年3月）
- 林修のニッポンドリル（フジテレビ系、 - 2022年3月）
- ゴールデン洋画劇場→土曜プレミアム（フジテレビ系）※1997年10月から長年続いたUCCから引き継いだ。現在はサッポロビール→スカパー!→第一生命→旭化成に交代。
- ズームイン!!SUPER（日本テレビ系）
- 金曜ロードショー（日本テレビ系）
- スター誕生!（日本テレビ系）※提供クレジットは「アサヒビール」だが、番組性格上、三ツ矢・バヤリースシリーズのCMのみ放映
- 伊東家の食卓（日本テレビ系）
- 第17回全国高等学校クイズ選手権（日本テレビ系）
- AKBINGO!（日本テレビ）
- 名探偵コナン（読売テレビ・日本テレビ系）
- NEWS ZERO（日本テレビ系、火曜日）
- 天才!志村どうぶつ園（日本テレビ系）※後半ナショナルスポンサーだがローカル扱いで、東日本地域と西日本地域で放映されるCMが異なる。
- ZIP!（日本テレビ系）※水曜7時台前半、 - 2022年9月
- TBS木曜夜10時枠の連続ドラマ（TBS系）
- 金曜ドラマ（TBS系）※提供クレジットは「アサヒビール」だが、劇中に清涼飲料水を供給していた。
- 日曜劇場（TBS系）※親会社のアサヒビールと共同で協賛しているが、CMの提供時間は季節ごとに交代。60秒or30秒
- ジャングルTV 〜タモリの法則〜（MBS・TBS系）
- 筋肉番付
- ウンナンのラフな感じで。（TBS系）
- 内村とザワつく夜（TBS系）
- もてもてナインティナイン（TBS系）
- 火曜曲!（TBS系）
- クイズタイムショック(テレビ朝日·生島時代·1989年10月 - 1990年3月)ローカルセールス扱いで提供クレジットは『アサヒビール』。主にPF21がCM放映されたが、放送末期にはJ.OがCM放映された。
- 「ぷっ」すま（テレビ朝日）
- 笑いの金メダル（ABC・テレビ朝日）
- 白黒ジャッジバラエティー 中居正広の怪しい噂の集まる図書館（テレビ朝日）
- マツコ&有吉 かりそめ天国（テレビ朝日系）（2021年10月 - 2022年3月）
- MUSIX!（テレビ東京系）
- アイシールド21（テレビ東京系）
- 列島クイズ!都道府県太郎（BS朝日）※双方向番組であったがCMも双方向になっていた。

#### ラジオ
AM
- オールナイトニッポン（ニッポン放送・NRN系）※提供コールは「アサヒビール」だが、番組性格上、三ツ矢・バヤリースシリーズ・コーヒー等現在当社が販売している商品のCMのみ放映
  - AKB48のオールナイトニッポン（ニッポン放送・NRN系）※AKB48がCMに出演していた缶コーヒー「WONDA」のCMを放映。
- テレフォン人生相談（ニッポン放送）※提供コールは「WONDA モーニングショット」

FM
- WAKE UP NEWS（TOKYO FM・JFN系列）※提供コールは「WONDA モーニングショット」
- WILKINSON "twilight music"（TOKYO FM・東名阪3局ネット）※提供コールは「ウィルキンソン」